# Broughton (Scottish Borders)

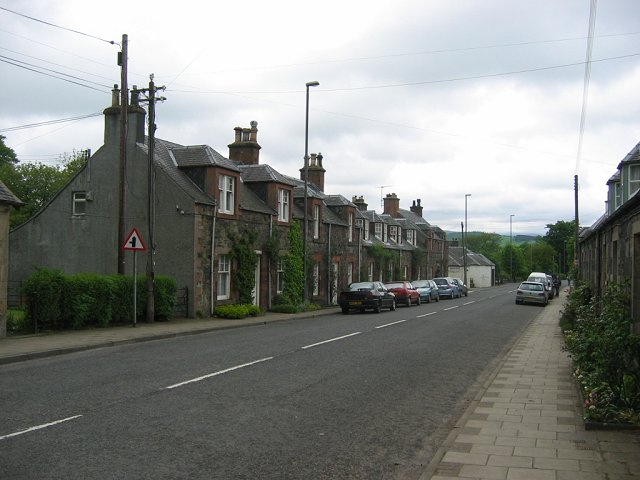
Broughton

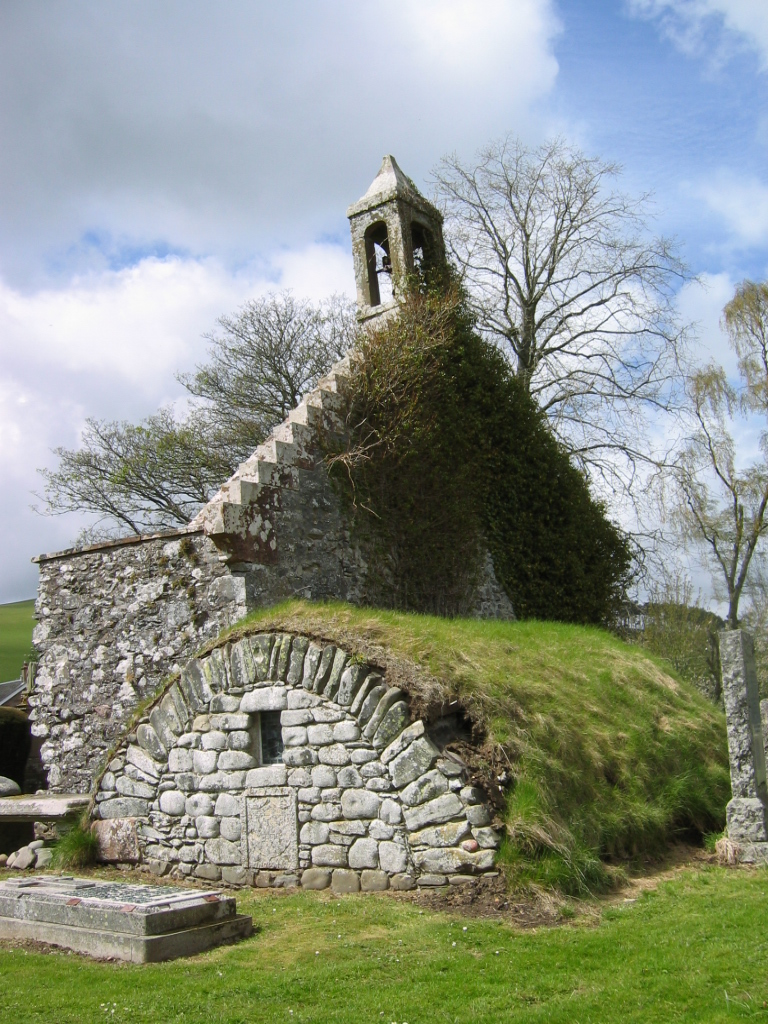
Ruiny kościoła

Broughton – wieś w Szkocji w hrabstwie Scottish Borders, w rejonie Tweeddale.
Wioska stanowi centrum lokalnej społeczności z placówką pocztową, sklepami, kortem tenisowym, warsztatami i galerią obrazów, restauracją Laurelbank, a nawet lokalnym browarem wytwarzającym piwo "Merlin" (na pamiątkę legendy o przejściu czarnoksiężnika Merlina na chrześcijaństwo w pobliskim Stobo Kirk). Znajduje się tu także dom – muzeum Johna Buchana.
Niegdyś w pobliżu wsi przebiegała linia kolejowa – dziś nieczynna. Zaś obecny kościół – Broughton Kirk został zbudowany na początku XIX wieku.